# Eigentliche Österreich-Königskerze
Die Eigentliche Österreich-Königskerze (Verbascum chaixii subsp. austriacum) ist eine Unterart der Österreich-Königskerze (Verbascum chaixii) aus der Gattung der Königskerzen (Verbascum) innerhalb der Familie der Braunwurzgewächse (Scrophulariaceae).

## Beschreibung

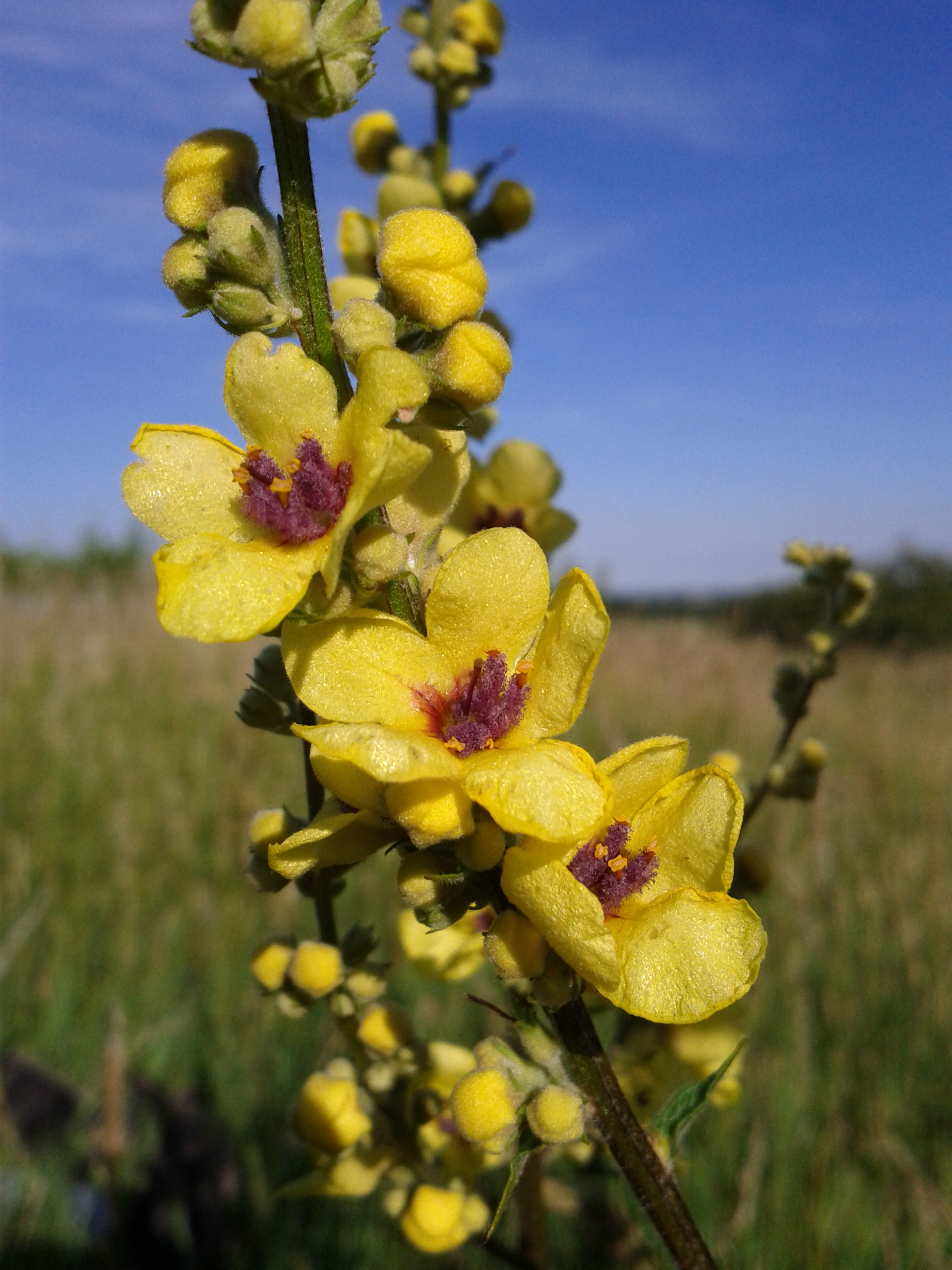
Blütenstand

Die Eigentliche Österreich-Königskerze ist eine ausdauernde krautige Pflanze, die Wuchshöhen von rund 50 bis 80, zum Teil auch bis zu 100 Zentimetern erreicht. Die Grundblattspreiten weisen einen deutlich keiligen Grund auf und besitzen abgerundete Kerbzähne. Die Blattflächen sind unterseits behaart und grün.
Die Blütezeit reicht von Juli bis Oktober. Der verzweigte, traubige Gesamtblütenstand ist aus mehreren ährigen Teilblütenständen zusammengesetzt. Die Blüten weisen einen Durchmesser von 15 bis 22 mm auf. Die gelben Kronblätter sowie die Staubfäden sind mit purpurvioletten Drüsenhaaren (Trichome) besetzt.
Die Chromosomenzahl beträgt 2n = 26.
Hybriden zwischen der Heide-Königskerze und der Dunkel-Königskerze ähneln äußerlich der Eigentlichen Österreich-Königskerze.

## Vorkommen
Die Eigentliche Österreich-Königskerze kommt in Europa in der Schweiz, in Ostmittel-, Südost- und Osteuropa vor.
In Österreich kann man diese kalkholde Art in lückigen, steinigen Trockenrasen, an Eichenwaldsäumen und allgemein in trocken-warmen Lagen der collinen bis submontanen Höhenstufe finden. Sie tritt im pannonischen Gebiet häufig, sonst zerstreut und umso seltener auf, je weiter man nach Westen kommt. Die Vorkommen erstrecken sich auf die Bundesländer Burgenland, Wien, Niederösterreich, Oberösterreich, Steiermark, Kärnten, Salzburg und Osttirol.
Die Eigentliche Österreich-Königskerze und die Dunkel-Königskerze vikariieren ökogeographisch, das bedeutet in einem bestimmten Gebiet kommt entweder (fast ausschließlich) die eine oder die andere Art vor. Während die Österreich-Königskerze vor allem in trocken-warmen Lagen auftritt, wird sie in kühl-feuchteren Gegenden großteils durch die Dunkel-Königskerze ersetzt.

## Taxonomie
Verbascum chaixii subsp. austriacum (Schott ex Roem. & Schult.) Hayek hat folgende Synonyme: Verbascum austriacum Schott ex Roem. & Schult., Verbascum laxum Fil. & Jáv., Verbascum chaixii subsp. laxum (Fil. & Jáv.) Ivanina.
Das Artepitheton ehrt Dominique Chaix.